# Chùa Kyaikhtiyo
Chùa Kyaikhtiyo (còn được gọi là Chùa Đá Vàng) là một ngôi chùa cổ tọa lạc ở bang Mon, Myanmar. Ngôi chùa chỉ cao (7,3 mét (24 ft)), được xây dựng trên tảng đá hình quả trứng to lớn ở độ cao 1.100 m so với mặt biển..

## Tên gọi
Trong ngôn ngữ Môn, từ "Kyaik" có nghĩa là “chùa”, còn “yo” nghĩa là ngự trên đầu của nhà ẩn sĩ; còn trong tiếng Pali thì “hti” nghĩa là một nhà ẩn sĩ và vì thế Kyaikhtiyo hàm ý ngôi chùa mang đầu của nhà ẩn sĩ. Chùa Kyaikhtiyo được xây dựng vào năm 574 trước Công Nguyên và được xem như một trong những kỳ quan của vùng Đông Nam Á.

## Truyền thuyết
Theo truyền thuyết, Đức Phật sau khi tế độ một vị ẩn sĩ tên TaikTha, đã tặng một sợi tóc của ngài cho ông. TaikTha đã giữ gìn sợi tóc của Phật một cách cẩn thận. Trước khi qua đời, ông trao sợi tóc lại cho người con nuôi là vua Tissa (Vua của Myanmar), với mong muốn "hãy cất giữ xá lợi này trong một hòn đá có hình dáng như đầu của vị ẩn sĩ".
Nhà vua thừa kế quyền lực siêu nhiên từ cha mình là Zawgyi (thành thạo thuật giả kim), và mẹ là một công chúa rắn naga. Vua Tissa với sự giúp đỡ của các thần linh, đã tìm đến hòn đá nằm trên đỉnh núi Kyaikhtiyo, ông đã cho xây một ngôi chùa trên đỉnh để thờ cúng xá lợi Phật. Và người ta tin rằng, chính nhờ có sợi tóc của Đức Phật mà hòn đá này nằm yên trên một vị trí cheo leo hiểm hóc hàng trăm năm nay. Tuy nhiên, hòn đá thiêng khổng lồ này vẫn có thể chuyển động tới lui nhưng hoàn toàn thăng bằng, vững vàng.

## Hình ảnh

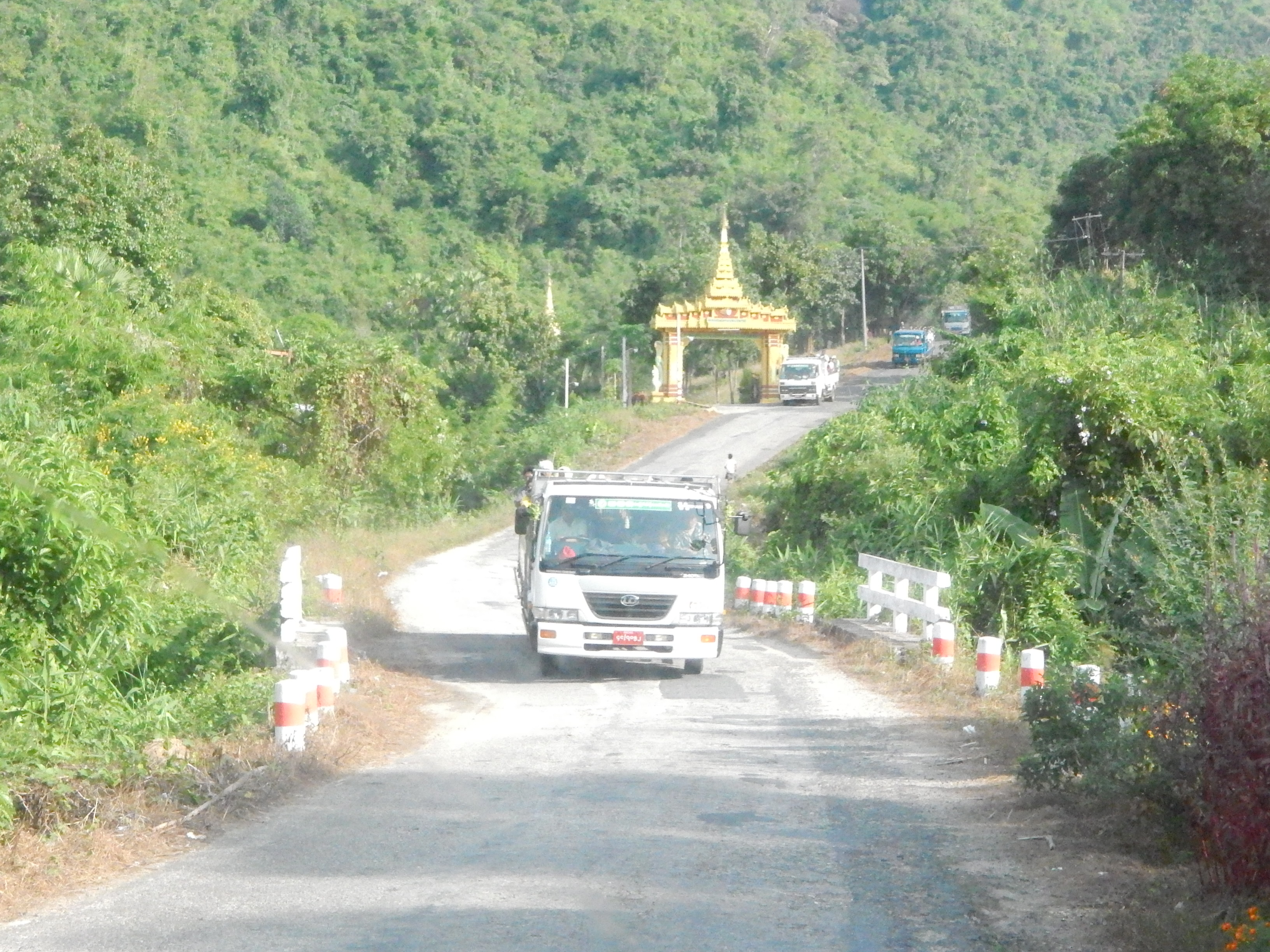
Đường lên đồi
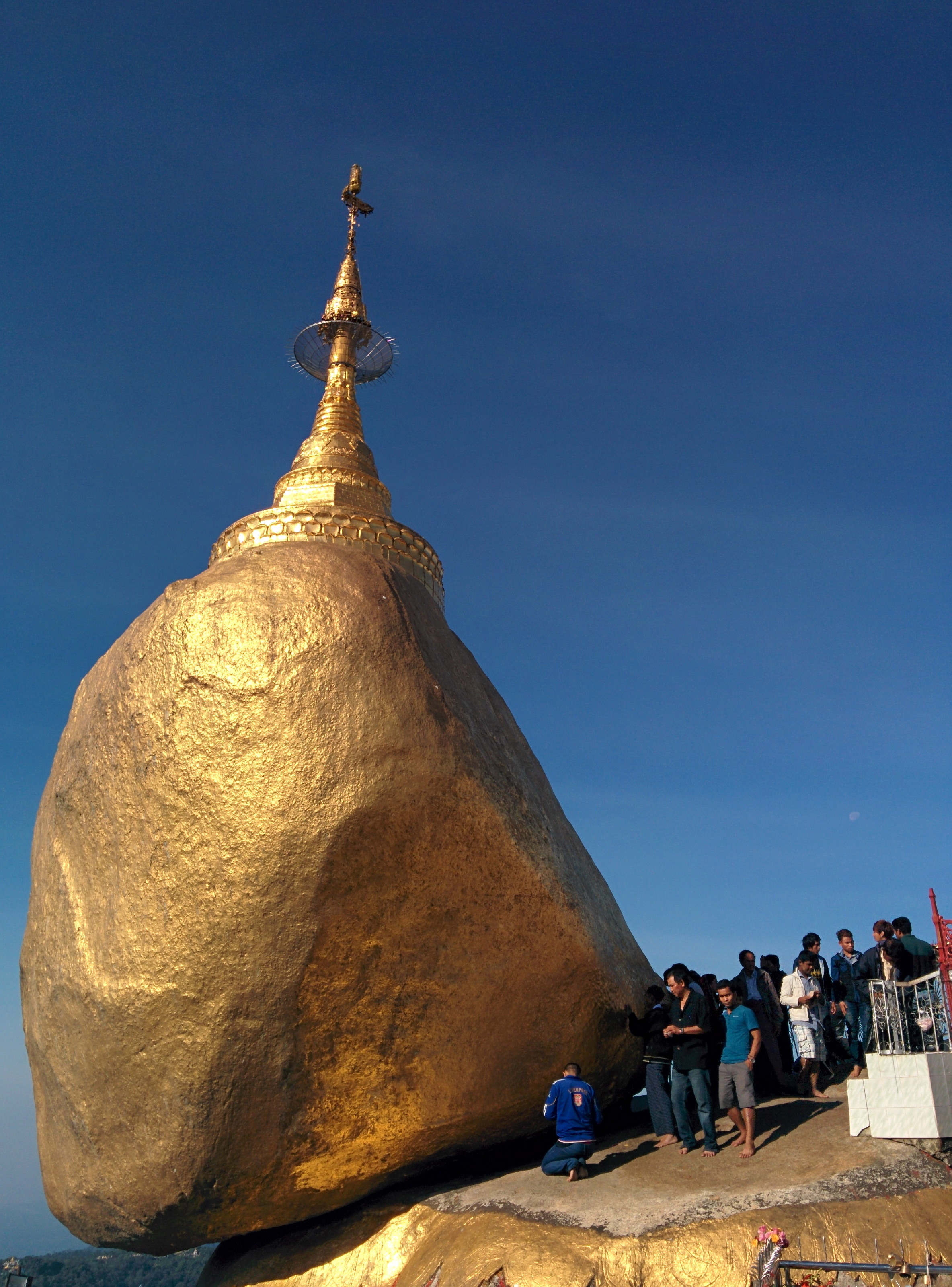
Các tăng sĩ đang dát các lá vàng lên đá
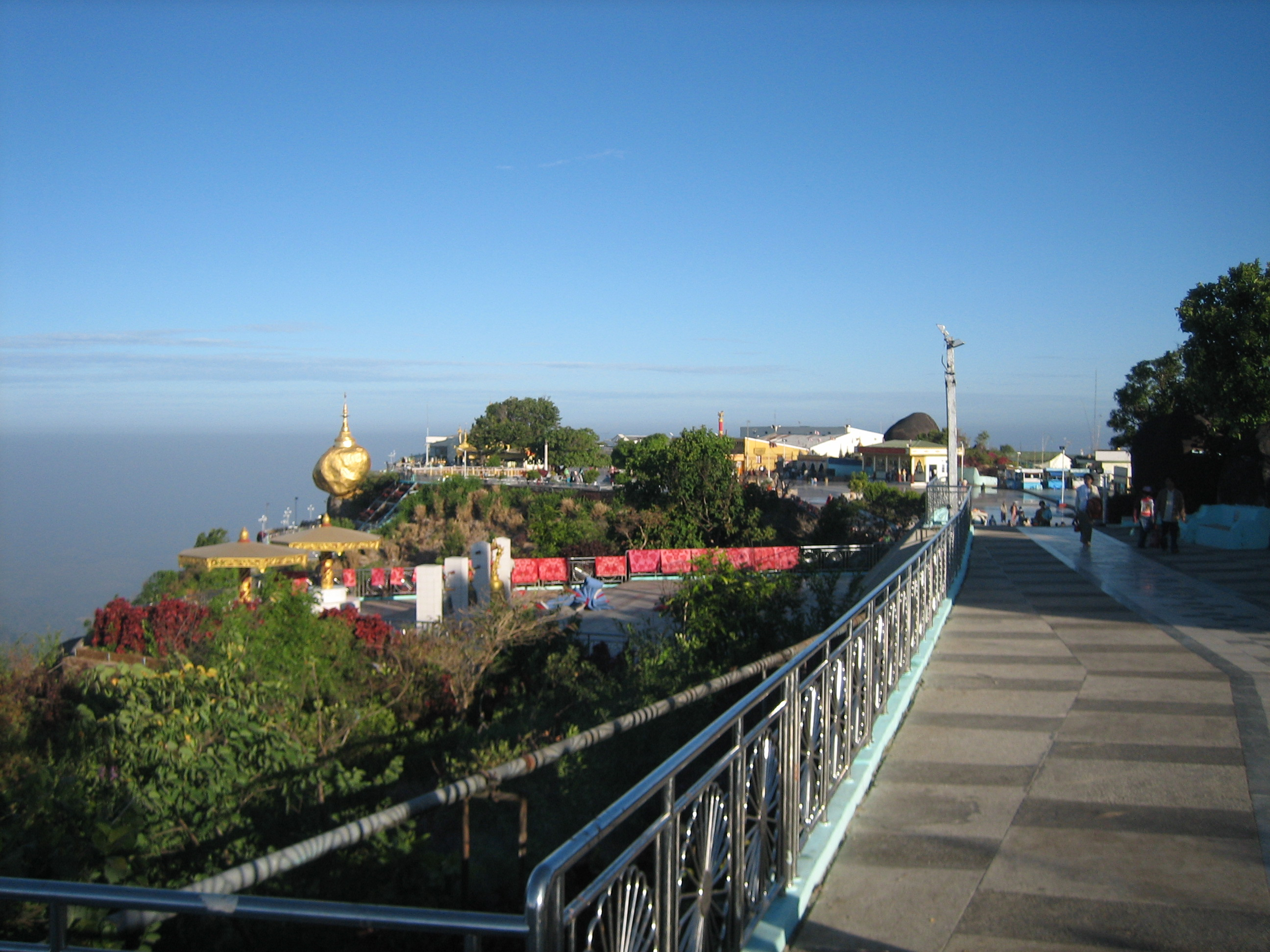
Tảng đá vàng và chùa Kyaiktiyo Pagoda lúc bình minh
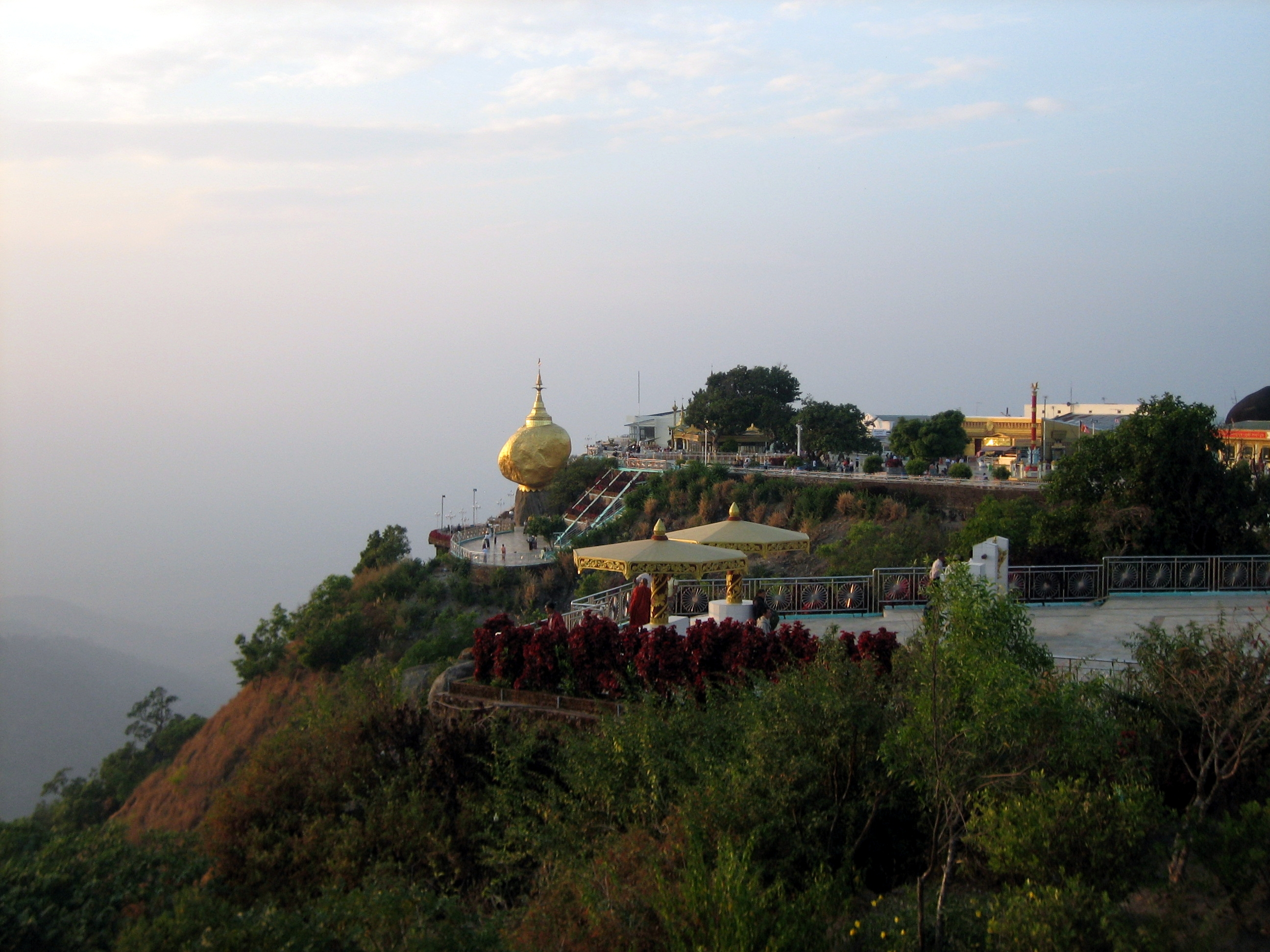
Cảnh Kyaiktiyo lúc hoàng hôn
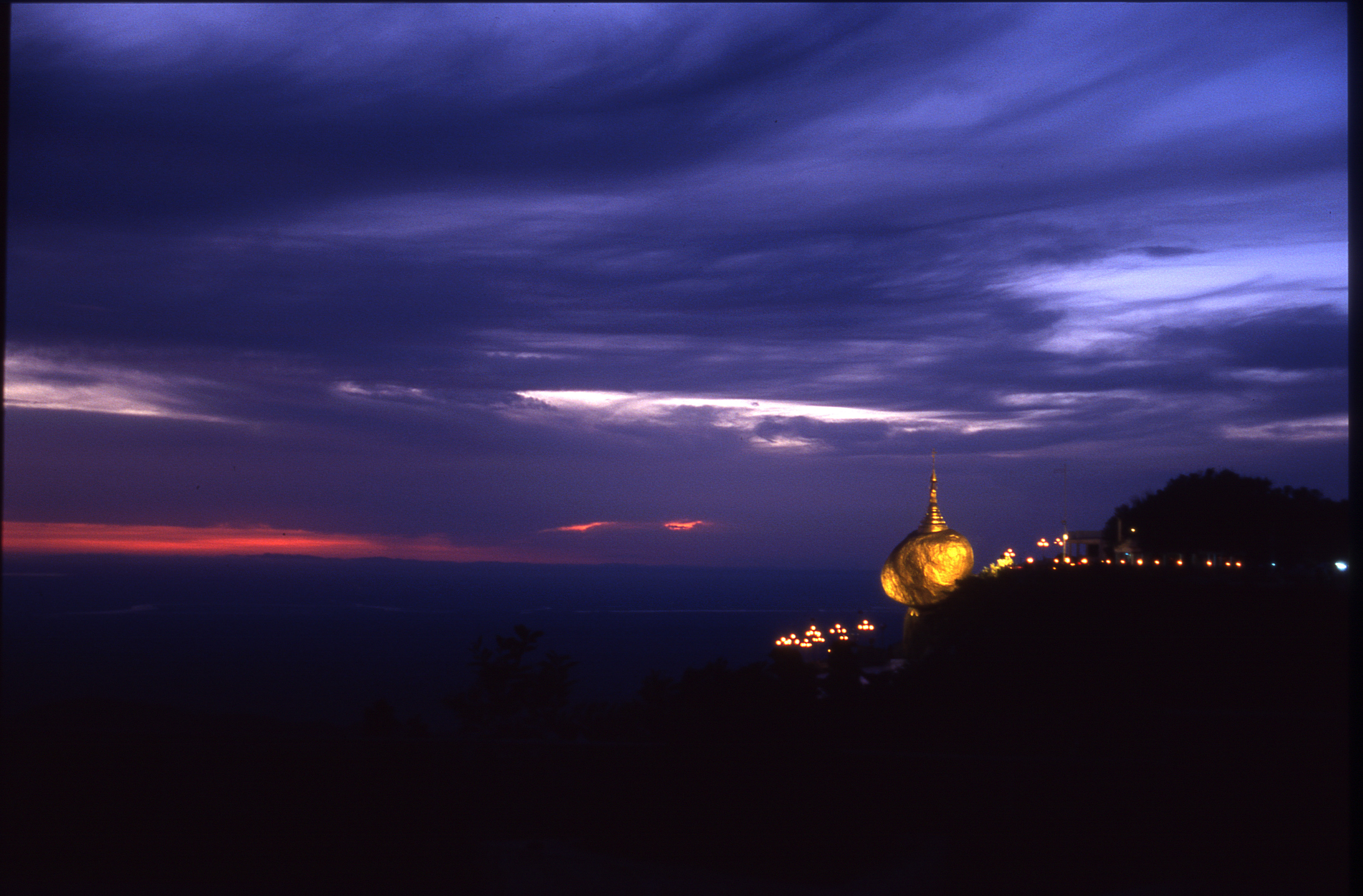
Tảng đá vàng và ngôi chùa trong đêm
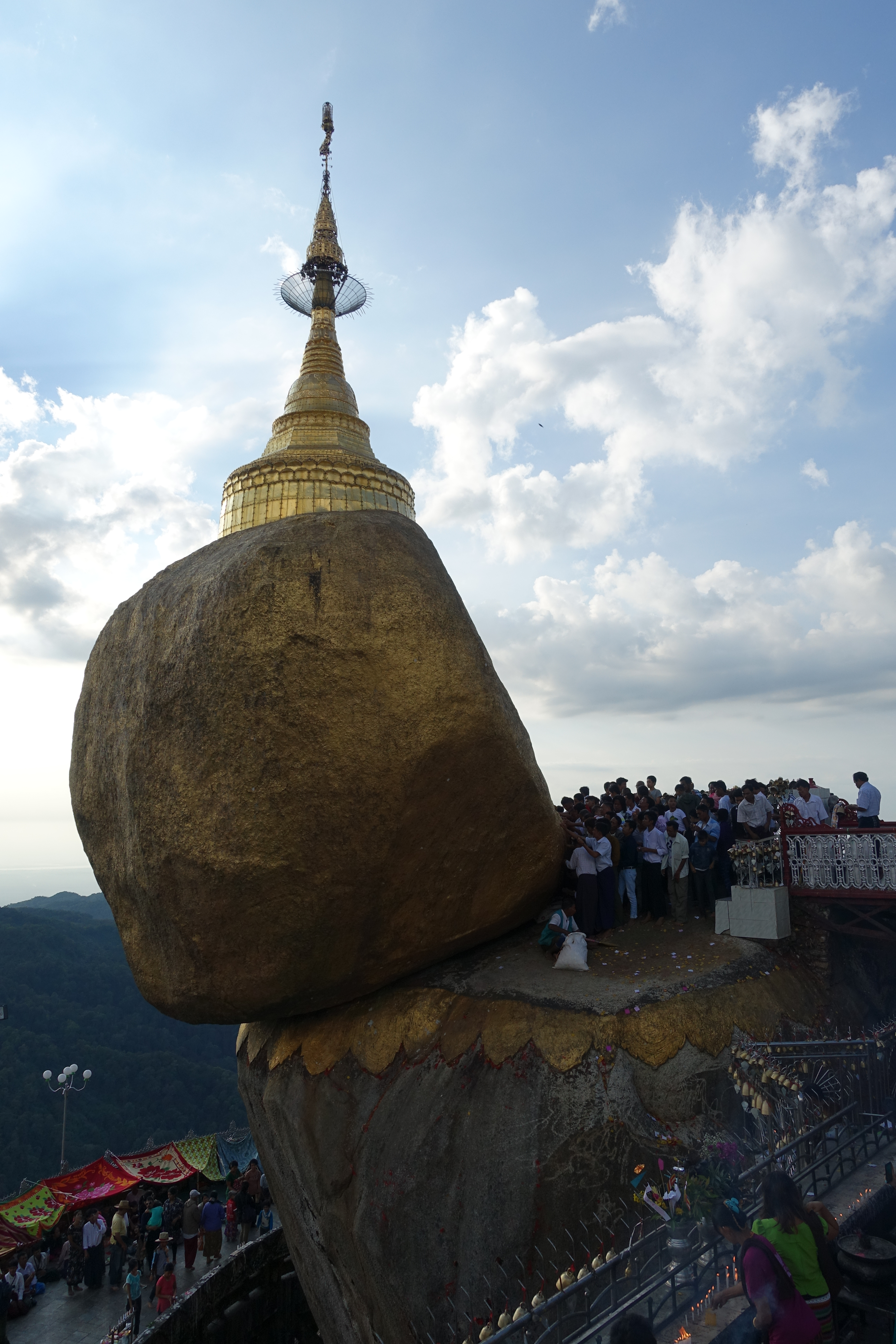
Các tăng sĩ đang dát các lá vàng lên đế, như một nghi thức cúng dường